# Öarna i Stora Värtans naturreservat
Öarna i Stora Värtans naturreservat är ett naturreservat i Danderyds kommun i Stockholms län.
Området är naturskyddat sedan 2000 och är cirka 116 hektar stort. Reservatet omfattar Limpholmarna, Svalnäsholmen, del av Råholmen, Västerskär samt öarna Stora Skraggen (del av) och Lilla Skraggen belägna i Stora Värtan.  Växtligheten består av barrskog med inslag av lövskog. De norra holmarna utgör ett fågelskyddsområde.